# سی‌پنل
سی‌پنل یک صفحهٔ کنترل میزبانی وب، مبتنی بر لینوکس است که به وسیلهٔ ایجاد رابط کاربری و ابزار خودکار طراحی شده است تا کار کردن با فضای میزبانی وب را راحت‌تر کند. سی‌پنل در سه نوع برای استفادهٔ گردانندگان سرور، فضاهای ریسیلر و کاربر دارنده وب سایت طراحی شده است تا مصرف‌کنندگان و گردانندگان سرورها بتوانند به شکل‌های گوناگون روی فضای خود کنترل داشته باشند.
ابزارهایی که به صورت پیش‌فرض بر روی سی‌پنل نصب هستند، شامل وب‌سرور آپاچی، پی‌اچ‌پی، مای‌اس‌کیوال، پرل، پایتون و بایند (دی‌ان‌اس) می‌شود، همچنین ایمیل‌هایی که به صورت پیش‌فرض پشتیبانی می‌شوند شامل پاپ۳، اس‌ام‌تی‌پی، آی‌ام‌ای‌پی (قرارداد پیام‌گزینی) هستند. سی‌پنل به‌طور معمول به روی درگاه ۲۰۸۲ و به صورت اس‌اس‌ال بر روی ۲۰۸۳ قابل دسترسی است.

## دبلیواچ‌ام
دبلیواچ‌ام (WHM) مخفف عبارت وب هاست منیجر (مدیریت میزبان وب) است که مدیران و نمایندگان به عنوان ابزاری برای مدیریت حساب‌های میزبانی وب کاربران بر روی کارساز وب استفاده می‌کنند. دبلیواچ‌ام به صورت پیش فرض بر روی پورت ۲۰۸۶ و به صورت اس‌اس‌ال با پورت ۲۰۸۷ قابل دسترسی است.